# Vaccinium japonicum
Espèce
L'Airelle du Japon (Vaccinium japonicum Miq.) est une espèce d'arbuste à fleurs dicotylédones de la famille des Ericaceae, sous-famille des Vaccinioideae, originaire du Japon et de Corée.

## Caractéristiques
Arbuste à tiges ligneuses de 50 à 70 cm de hauteur. Les feuilles mesurent 2 à 6 cm de long. Elles sont ovales, oblongues ou légèrement cordées. La marge des feuilles est finement dentée. Le dessous des feuilles est plutôt glauque, glabre et rugueux.
Les fleurs en clochettes roses mesurent 8 mm de long. La floraison est estivale. Le fruit est une baie rouge de 6 mm.

## Taxonomie

### Synonymes
Selon The Plant List (21 octobre 2020) :
- Hugeria japonica (Miq.) Nakai
- Oxycoccoides japonica (Miq.) Nakai
- Oxycoccus japonicus (Miq.) Makino
- Vaccinium erythrocarpum subsp. japonicum (Miq.) Vander Kloet[4]
- Vaccinium japonicum var. japonicum

### Variétés
Selon The Plant List (21 octobre 2020) :
- Vaccinium japonicum var. lasiostemon Hayata
- Vaccinium japonicum var. sinicum (Nakai) Rehder